# Bashkia e Përmetit
Bashkia e Përmetit är en kommun i Albanien.   Den ligger i prefekturen Qarku i Gjirokastrës, i den södra delen av landet, 130 kilometer söder om huvudstaden Tirana.
I omgivningarna runt Bashkia e Përmetit växer i huvudsak blandskog.  Runt Bashkia e Përmetit är det ganska glesbefolkat, med 24 invånare per kvadratkilometer.